# Jason Peter
Jason Peter est un homme politique papou-néo-guinéen.

## Biographie
Il grandit dans la province de Morobe, étudie la chimie à l'université du Verbe divin (en) à Madang et la comptabilité et la gestion au Collège technique de Lae avant de fonder une petite entreprise.
Candidat malheureux dans la circonscription du golfe de Huon aux élections législatives de 2017, il remporte ce siège face au député sortant Ross Seymour à celles de 2022, avec l'étiquette du Parti des ressources unies,,. Il est nommé ministre du Développement local, des Cultes et de la Jeunesse dans le gouvernement de coalition de James Marape.